# Jégtánc az 1976. évi téli olimpiai játékokon
Az 1976. évi téli olimpiai játékokon a műkorcsolya jégtánc versenyszámát február 4. és 9. között rendezték. Az aranyérmet a szovjet Ljudmila Pahomova–Alekszandr Gorskov-páros nyerte. A magyar Regőczy Krisztina–Sallay András-páros ötödik lett.
Ez a versenyszám először szerepelt a téli olimpia programjában.

## Eredmények
Kilenc bíró pontozta a versenyzőket. A pontok alapján a bírók mindegyikénél külön-külön kialakult egy sorrend, az egyes szakaszokban (kötelező tánc, eredeti (original) tánc, kűr) és az összesítésnél is, ez egy helyezési pontszámot is jelentett. Az egyes szakaszok, valamint az összesítés eredménye a következő kritériumok alapján alakult ki:
1. „Többségi helyezések száma”. Az a versenyző végzett előrébb, akit a bírók többsége előrébb rangsorolt. A bírók többsége azt jelentette, hogy a legjobb 5 helyezést adó bíró helyezési pontszámait vették figyelembe, de ha az 5. bíró helyezésével még volt azonos helyezés, akkor az(oka)t is figyelembe vették. Ezt az adatot tartalmazza az oszlop. (Pl. a „6×3+” azt jelenti, hogy a versenyző 6 bírónál az első 3 hely valamelyikén végzett.)
2. „Többségi helyezések összege” (a figyelembe vett bírók helyezési pontszámainak összege)
3. „Helyezések összege” (az összes bíró helyezési pontszámainak összege)
4. „Pont” (az összes bíró által adott összpontszám).

### Kötelező tánc
A kötelező táncot február 4-én rendezték.
| Hely. | Versenyzők                                                      | Többségi helyezések száma | Többségi helyezések összege | Helyezések összege | Pont  |
| ----- | --------------------------------------------------------------- | ------------------------- | --------------------------- | ------------------ | ----- |
| 1.    | Szovjetunió (URS)-1 · Ljudmila Pahomova · Alekszandr Gorskov    | 7×1+                      | 7,0                         | 11,0               | 61,40 |
| 2.    | Szovjetunió (URS)-2 · Irina Moiszejeva · Andrej Minyenkov       | 9×3+                      | 22,5                        | 22,5               | 59,12 |
| 3.    | Egyesült Államok (USA)-1 · Colleen O’Connor · James Millns      | 7×3+                      | 14,5                        | 23,0               | 59,56 |
| 4.    | Szovjetunió (URS)-3 · Natalja Linyicsuk · Gennagyij Karponoszov | 7×4+                      | 27,5                        | 37,5               | 58,00 |
| 5.    | Magyarország (HUN) · Regőczy Krisztina · Sallay András          | 6×5+                      | 27,5                        | 52,0               | 56,28 |
| 6.    | Nagy-Britannia (GBR)-1 · Hilary Green · Glyn Watts              | 7×6+                      | 38,5                        | 55,0               | 55,56 |
| 7.    | Nagy-Britannia (GBR)-2 · Janet Thompson · Warren Maxwell        | 6×7+                      | 38,5                        | 66,0               | 54,48 |
| 8.    | Olaszország (ITA)-1 · Matilde Ciccia · Lamberto Ceserani        | 5×7+                      | 32,5                        | 67,5               | 54,36 |
| 9.    | Lengyelország (POL) · Teresa Weyna · Piotr Bojańczyk            | 6×9+                      | 50,5                        | 91,5               | 52,16 |
| 10.   | Kanada (CAN)-1 · Barbara Berezowski · David Porter              | 6×10+                     | 52,0                        | 85,0               | 52,64 |
| 11.   | Csehszlovákia (TCH) · Eva Peštová · Jiří Pokorný                | 5×11+                     | 52,0                        | 102,5              | 51,32 |
| 12.   | Nagy-Britannia (GBR)-3 · Kay Barsdell · Kenneth Foster          | 9×13+                     | 106,0                       | 106,0              | 51,12 |
| 13.   | Ausztria (AUT) · Susanne Handschmann · Peter Handschmann        | 6×13+                     | 73,0                        | 119,0              | 49,68 |
| 14.   | Kanada (CAN)-2 · Susan Carscallen · Eric Gillies                | 7×15+                     | 89,5                        | 122,5              | 49,28 |
| 15.   | Egyesült Államok (USA)-2 · Judi Genovesi · Kent Weigle          | 5×15+                     | 68,5                        | 133,5              | 48,52 |
| 16.   | Olaszország (ITA)-3 · Stefania Bertele · Walter Cecconi         | 5×15+                     | 71,5                        | 137,0              | 48,08 |
| 17.   | Olaszország (ITA)-2 · Isabella Rizzi · Luigi Freroni            | 7×17+                     | 114,5                       | 150,5              | 47,12 |
| 18.   | Egyesült Államok (USA)-3 · Susan Kelley · Andrew Stroukoff      | 9×18+                     | 157,0                       | 157,0              | 46,04 |

### Eredeti (original) tánc
Az eredeti (original) táncot február 5-én rendezték.
| Hely. | Versenyzők                                                      | Többségi helyezések száma | Többségi helyezések összege | Helyezések összege | Pont  |
| ----- | --------------------------------------------------------------- | ------------------------- | --------------------------- | ------------------ | ----- |
| 1.    | Szovjetunió (URS)-1 · Ljudmila Pahomova · Alekszandr Gorskov    | 8×1+                      | 8,0                         | 9,5                | 42,32 |
| 2.    | Szovjetunió (URS)-2 · Irina Moiszejeva · Andrej Minyenkov       | 7×2+                      | 13,5                        | 21,5               | 40,96 |
| 3.    | Egyesült Államok (USA)-1 · Colleen O’Connor · James Millns      | 5×3+                      | 13,0                        | 29,5               | 40,28 |
| 4.    | Szovjetunió (URS)-3 · Natalja Linyicsuk · Gennagyij Karponoszov | 6×4+                      | 20,5                        | 37,5               | 39,60 |
| 5.    | Magyarország (HUN) · Regőczy Krisztina · Sallay András          | 7×5+                      | 32,0                        | 47,0               | 38,84 |
| 6.    | Nagy-Britannia (GBR)-1 · Hilary Green · Glyn Watts              | 6×6+                      | 30,5                        | 52,0               | 38,64 |
| 7.    | Olaszország (ITA)-1 · Matilde Ciccia · Lamberto Ceserani        | 6×7+                      | 38,5                        | 65,5               | 37,80 |
| 8.    | Nagy-Britannia (GBR)-2 · Janet Thompson · Warren Maxwell        | 6×9+                      | 45,0                        | 82,5               | 36,92 |
| 9.    | Lengyelország (POL) · Teresa Weyna · Piotr Bojańczyk            | 6×9+                      | 49,5                        | 87,5               | 36,44 |
| 10.   | Csehszlovákia (TCH) · Eva Peštová · Jiří Pokorný                | 6×11+                     | 59,0                        | 100,0              | 35,68 |
| 11.   | Kanada (CAN)-1 · Barbara Berezowski · David Porter              | 6×12+                     | 64,5                        | 108,0              | 34,96 |
| 12.   | Kanada (CAN)-2 · Susan Carscallen · Eric Gillies                | 5×12+                     | 46,5                        | 106,0              | 34,88 |
| 13.   | Ausztria (AUT) · Susanne Handschmann · Peter Handschmann        | 5×12+                     | 56,0                        | 116,0              | 34,80 |
| 14.   | Nagy-Britannia (GBR)-3 · Kay Barsdell · Kenneth Foster          | 5×13+                     | 56,5                        | 113,0              | 34,44 |
| 15.   | Egyesült Államok (USA)-2 · Judi Genovesi · Kent Weigle          | 8×15+                     | 108,0                       | 124,0              | 34,04 |
| 16.   | Olaszország (ITA)-3 · Stefania Bertele · Walter Cecconi         | 8×17+                     | 125,5                       | 143,5              | 32,84 |
| 17.   | Olaszország (ITA)-2 · Isabella Rizzi · Luigi Freroni            | 6×17+                     | 90,5                        | 144,5              | 32,92 |
| 18.   | Egyesült Államok (USA)-3 · Susan Kelley · Andrew Stroukoff      | 9×18+                     | 151,5                       | 151,5              | 32,08 |

### Kűr
A kűrt február 9-én rendezték.
| Hely. | Versenyzők                                                      | Többségi helyezések száma | Többségi helyezések összege | Helyezések összege | Pont   |
| ----- | --------------------------------------------------------------- | ------------------------- | --------------------------- | ------------------ | ------ |
| 1.    | Szovjetunió (URS)-1 · Ljudmila Pahomova · Alekszandr Gorskov    | 9×1+                      | 9,0                         | 9,0                | 106,20 |
| 2.    | Szovjetunió (URS)-2 · Irina Moiszejeva · Andrej Minyenkov       | 9×2+                      | 18,0                        | 18,0               | 104,80 |
| 3.    | Egyesült Államok (USA)-1 · Colleen O’Connor · James Millns      | 6×3+                      | 18,0                        | 29,5               | 102,80 |
| 4.    | Szovjetunió (URS)-3 · Natalja Linyicsuk · Gennagyij Karponoszov | 5×4+                      | 18,0                        | 40,5               | 101,50 |
| 5.    | Magyarország (HUN) · Regőczy Krisztina · Sallay András          | 7×5+                      | 31,5                        | 43,0               | 100,80 |
| 6.    | Olaszország (ITA)-1 · Matilde Ciccia · Lamberto Ceserani        | 7×6+                      | 40,5                        | 55,0               | 99,30  |
| 7.    | Nagy-Britannia (GBR)-1 · Hilary Green · Glyn Watts              | 6×7+                      | 41,0                        | 64,0               | 97,20  |
| 8.    | Nagy-Britannia (GBR)-2 · Janet Thompson · Warren Maxwell        | 6×9+                      | 49,5                        | 78,5               | 95,40  |
| 9.    | Kanada (CAN)-1 · Barbara Berezowski · David Porter              | 7×10+                     | 58,0                        | 79,5               | 95,30  |
| 10.   | Csehszlovákia (TCH) · Eva Peštová · Jiří Pokorný                | 6×10+                     | 58,0                        | 92,5               | 93,60  |
| 11.   | Lengyelország (POL) · Teresa Weyna · Piotr Bojańczyk            | 6×11+                     | 55,0                        | 93,0               | 93,60  |
| 12.   | Kanada (CAN)-2 · Susan Carscallen · Eric Gillies                | 8×12+                     | 90,5                        | 104,5              | 91,80  |
| 13.   | Nagy-Britannia (GBR)-3 · Kay Barsdell · Kenneth Foster          | 5×13+                     | 64,0                        | 120,0              | 89,60  |
| 14.   | Olaszország (ITA)-2 · Isabella Rizzi · Luigi Freroni            | 6×14+                     | 79,5                        | 125,0              | 88,60  |
| 15.   | Egyesült Államok (USA)-3 · Susan Kelley · Andrew Stroukoff      | 7×16+                     | 105,0                       | 138,5              | 87,00  |
| 16.   | Egyesült Államok (USA)-2 · Judi Genovesi · Kent Weigle          | 5×16+                     | 74,5                        | 142,0              | 85,70  |
| 17.   | Olaszország (ITA)-3 · Stefania Bertele · Walter Cecconi         | 5×16+                     | 76,5                        | 144,5              | 85,30  |
| –     | Ausztria (AUT) · Susanne Handschmann · Peter Handschmann        | nem indult                |                             |                    |        |

### Végeredmény
| Helyezés | Versenyzők                                                      | Helyezési pontszámok bírónként | Helyezési pontszámok bírónként | Helyezési pontszámok bírónként | Helyezési pontszámok bírónként | Helyezési pontszámok bírónként | Helyezési pontszámok bírónként | Helyezési pontszámok bírónként | Helyezési pontszámok bírónként | Helyezési pontszámok bírónként | Több. hely. száma | Több. hely. össz. | Hely. össz. | Pont   |
| Helyezés | Versenyzők                                                      | 1                              | 2                              | 3                              | 4                              | 5                              | 6                              | 7                              | 8                              | 9                              | Több. hely. száma | Több. hely. össz. | Hely. össz. | Pont   |
| -------- | --------------------------------------------------------------- | ------------------------------ | ------------------------------ | ------------------------------ | ------------------------------ | ------------------------------ | ------------------------------ | ------------------------------ | ------------------------------ | ------------------------------ | ----------------- | ----------------- | ----------- | ------ |
| Arany    | Szovjetunió (URS)-1 · Ljudmila Pahomova · Alekszandr Gorskov    | 1,0                            | 1,0                            | 1,0                            | 1,0                            | 1,0                            | 1,0                            | 1,0                            | 1,0                            | 1,0                            | 9×1+              | 9,0               | 9,0         | 209,92 |
| Ezüst    | Szovjetunió (URS)-2 · Irina Moiszejeva · Andrej Minyenkov       | 3,0                            | 2,0                            | 2,0                            | 3,0                            | 2,0                            | 2,0                            | 2,0                            | 2,0                            | 2,0                            | 7×2+              | 14,0              | 20,0        | 204,88 |
| Bronz    | Egyesült Államok (USA)-1 · Colleen O’Connor · James Millns      | 2,0                            | 3,0                            | 4,0                            | 2,0                            | 4,0                            | 3,0                            | 3,0                            | 3,0                            | 3,0                            | 7×3+              | 19,0              | 27,0        | 202,64 |
| 4.       | Szovjetunió (URS)-3 · Natalja Linyicsuk · Gennagyij Karponoszov | 5,0                            | 4,0                            | 3,0                            | 4,0                            | 3,0                            | 4,0                            | 4,0                            | 4,0                            | 4,0                            | 8×4+              | 30,0              | 35,0        | 199,10 |
| 5.       | Magyarország (HUN) · Regőczy Krisztina · Sallay András          | 4,0                            | 6,0                            | 5,0                            | 6,5                            | 5,0                            | 5,0                            | 5,0                            | 5,0                            | 7,0                            | 6×5+              | 29,0              | 48,5        | 195,92 |
| 6.       | Olaszország (ITA)-1 · Matilde Ciccia · Lamberto Ceserani        | 8,0                            | 5,0                            | 6,0                            | 6,5                            | 6,0                            | 7,0                            | 6,0                            | 6,0                            | 8,0                            | 5×6+              | 29,0              | 58,5        | 191,46 |
| 7.       | Nagy-Britannia (GBR)-1 · Hilary Green · Glyn Watts              | 6,0                            | 7,0                            | 7,0                            | 5,0                            | 7,0                            | 6,0                            | 7,0                            | 7,0                            | 5,0                            | 9×7+              | 57,0              | 57,0        | 191,40 |
| 8.       | Nagy-Britannia (GBR)-2 · Janet Thompson · Warren Maxwell        | 9,0                            | 9,0                            | 9,0                            | 8,0                            | 9,0                            | 8,0                            | 8,0                            | 8,0                            | 10,0                           | 8×9+              | 68,0              | 78,0        | 186,80 |
| 9.       | Lengyelország (POL) · Teresa Weyna · Piotr Bojańczyk            | 14,0                           | 8,0                            | 8,0                            | 12,0                           | 8,0                            | 9,0                            | 9,0                            | 10,0                           | 12,0                           | 5×9+              | 42,0              | 90,0        | 182,20 |
| 10.      | Kanada (CAN)-1 · Barbara Berezowski · David Porter              | 7,0                            | 10,0                           | 11,0                           | 9,0                            | 11,0                           | 10,0                           | 11,0                           | 11,0                           | 6,0                            | 5×10+             | 42,0              | 86,0        | 182,90 |
| 11.      | Csehszlovákia (TCH) · Eva Peštová · Jiří Pokorný                | 11,0                           | 11,0                           | 10,0                           | 13,0                           | 10,0                           | 11,0                           | 10,0                           | 9,0                            | 11,0                           | 8×11+             | 83,0              | 96,0        | 180,60 |
| 12.      | Nagy-Britannia (GBR)-3 · Kay Barsdell · Kenneth Foster          | 12,0                           | 12,0                           | 13,0                           | 11,0                           | 13,0                           | 12,0                           | 12,0                           | 12,0                           | 14,0                           | 6×12+             | 71,0              | 111,0       | 175,16 |
| 13.      | Kanada (CAN)-2 · Susan Carscallen · Eric Gillies                | 10,0                           | 15,0                           | 12,0                           | 10,0                           | 12,0                           | 13,0                           | 13,0                           | 13,0                           | 9,0                            | 5×12+             | 53,0              | 107,0       | 175,96 |
| 14.      | Olaszország (ITA)-2 · Isabella Rizzi · Luigi Freroni            | 15,0                           | 13,0                           | 14,0                           | 15,0                           | 14,0                           | 14,0                           | 16,0                           | 17,0                           | 15,0                           | 7×15+             | 100,0             | 133,0       | 168,64 |
| 15.      | Egyesült Államok (USA)-2 · Judi Genovesi · Kent Weigle          | 13,0                           | 16,0                           | 15,0                           | 17,0                           | 16,0                           | 16,0                           | 14,0                           | 14,0                           | 13,0                           | 5×15+             | 69,0              | 134,0       | 168,26 |
| 16.      | Olaszország (ITA)-3 · Stefania Bertele · Walter Cecconi         | 16,0                           | 14,0                           | 16,0                           | 16,0                           | 15,0                           | 15,0                           | 15,0                           | 16,0                           | 17,0                           | 8×16+             | 123,0             | 140,0       | 166,22 |
| 17.      | Egyesült Államok (USA)-3 · Susan Kelley · Andrew Stroukoff      | 17,0                           | 17,0                           | 17,0                           | 14,0                           | 17,0                           | 17,0                           | 17,0                           | 15,0                           | 16,0                           | 9×17+             | 147,0             | 147,0       | 165,12 |